# Röthenbach im Emmental
Röthenbach im Emmental es una comuna suiza del cantón de Berna, situada en el distrito administrativo del Emmental. Limita al norte con las comunas de Bowil y Signau, al este con Eggiwil, al sureste con Schangnau y Eriz, al sur con Oberlangenegg y Wachseldorn, y al oeste con Buchholterberg y Linden.
Hasta el 31 de diciembre de 2009 situada en el distrito de Signau.